# Екатеринбургская городская Дума 6 созыва
Екатеринбургская городская Дума 6 созыва (2013—2018 года) начала свою работу в сентябре 2013 года. Первое заседание думы 6-го созыва состоялось 24 сентября 2013 года.

## Выборы
Выборы в Екатеринбургскую городскую думу VI-го созыва прошли 8 сентября 2013 года. В соответствии с уставом города Екатеринбург, выборы прошли по смешанной избирательной системе, где 18 депутатов избирались по партийным спискам, а ещё 18 — по одномандатным округам. Явка составила 34 %: на выборах проголосовало 361 тысяча человек. «Единая Россия» получила на выборах 28,11 % голосов, СРЗП — 17,78 %, ГП — 13,42 %, «Партия пенсионеров» — 9,41 % , КПРФ — 8,60 %, ЛДПР — 5,58 %. В думе 6-го созыва действовало 6 фракций:
- Фракция «Единая Россия» — 21 из 36 депутатов.
- Фракция «Справедливая Россия — За правду» — 7 из 36 депутатов.
- Фракция «Гражданская платформа» — 3 из 36 депутатов.
- Фракция «Партия Пенсионеров» — 2 из 36 депутатов.
- Фракция «Коммунистическая партия Российской Федерации» — 2 из 36 депутатов.
- Фракция «Либерально-демократическая партия России» — 1 из 36 депутатов.

## Структура

### Комиссии
В составе ЕГД VI созыва действовало 8 комиссий:
- по муниципальной собственности;
- по экономическому развитию и инвестициям промышленности и предпринимательской деятельности;
- по социальной защите и здравоохранению;
- по местному самоуправлению, культурной и информационной политике и связям с общественностью;
- по бюджету и экономической политике;
- по городскому хозяйству, градостроительству и землепользованию;
- по развитию образования, науки, физической культуры, спорта и молодежной политике;
- по безопасности жизнедеятельности населения.

### Рабочие группы ЕГД
- Контрольно-счетная палата ЕГД.

## Состав
| 6 созыв (2013—2018)                             | 6 созыв (2013—2018) | 6 созыв (2013—2018)                                                                                 | 6 созыв (2013—2018) | 6 созыв (2013—2018) |
| Фамилия Имя Отчество                            | Дата рождения       | Способ избрания                                                                                     | До избрания | Должность в городской думе |
| ----------------------------------------------- | ------------------- | --------------------------------------------------------------------------------------------------- | --- | --- |
| Единая Россия                                   |                     | | | |
| Антонов Николай Игоревич                        | 24.09.1967          | Избран по одномандатному избирательному округу № 15                                                 | Депутат Екатеринбургской городской думы V созыва | Член комиссии по муниципальной собственности                                                                                  |
| Бородин Алексей Александрович                   | 23.09.1970          | Избран по одномандатному избирательному округу № 1                                                  | Депутат Екатеринбургской городской думы V созыва | Председатель постоянной комиссии по экономическому развитию и инвестициям, промышленности и предпринимательской деятельности  |
| Вихарев Григорий Андреевич (с 19.03.2017)       | 22.02.1990          | Избран по одномандатному избирательному округу № 8 (Передан мандат Учайкиной)                       | Исполнительный директор ООО «УЖК Радомир-инвест» | Член комиссии по бюджету и экономической политике                                                                             |
| Володин Игорь Валерьевич (до 11.10.2016)        | 28.12.1962          | Избран по одномандатному избирательному округу № 14                                                 | Депутат Екатеринбургской городской думы V созыва | Член комиссии по экономическому развитию и инвестициям, промышленности и предпринимательской деятельности                     |
| Дерягина Елена Евгеньевна                       | 17.05.1956          | Избрана по одномандатному избирательному округу № 9                                                 | Директор МБОУ ДОД дом детского творчества Ленинского района г. Екатеринбурга                                                                                                   | Член комиссии по развитию образования, науки, физической культуры, спорта и молодёжной политике                               |
| Дозорец Юрий Иванович                           | 07.09.1958          | Избран по партийному списку (Территориальная группа № 17: Чкаловская 17)                            | Депутат Екатеринбургской городской думы V созыва | Член комиссии по городскому хозяйству, градостроительству и землепользованию                                                  |
| Кагилев Олег Владимирович                       | 31.01.1979          | Избран по одномандатному избирательному округу № 3                                                  | Депутат Екатеринбургской городской думы V созыва | Член комиссии по бюджету и экономической политике                                                                             |
| Косарев Николай Петрович                        | 22.05.1953          | Избран по партийному списку (Территориальная группа № 9: Ленинская 9)                               | Ректор, Уральский государственный горный университет | Член комиссии по безопасности жизнедеятельности населения                                                                     |
| Косинцев Александр Петрович                     | 02.07.1957          | Избран по партийному списку (Территориальная группа № 8: Кировская 8)                               | Заместитель генерального директора ОАО «Машиностроительный завод имени М. И. Калинина город Екатеринбург»                                                                      | Член комиссии по бюджету и экономической политике                                                                             |
| Крицкий Владимир Павлович                       | 12.04.1959          | Избран по одномандатному избирательному округу № 7                                                  | Управляющий в ООО «ЛСР, Управляющая компания» | Член комиссии по городскому хозяйству, градостроительству и землепользованию                                                  |
| Мелёхин Сергей Владимирович                     | 19.09.1965          | Избран по одномандатному избирательному округу № 2                                                  | Депутат Екатеринбургской городской думы V созыва | Председатель постоянной комиссии по муниципальной собственности                                                               |
| Мяконьких Александр Геннадьевич                 | 10.11.1963          | Избран по одномандатному избирательному округу № 4                                                  | Депутат Екатеринбургской городской думы V созыва | Член комиссии по муниципальной собственности                                                                                  |
| Найданов Александр Алексеевич                   | 21.09.1967          | Избран по одномандатному избирательному округу № 13                                                 | Депутат Екатеринбургской городской думы V созыва | Член комиссии по экономическому развитию и инвестициям, промышленности и предпринимательской деятельности                     |
| Овчинникова Ира Александровна                   | 07.02.1960          | Избрана по партийному списку (Территориальная группа № 1: Верх-Исетская 1) (Передан мандат Фечиной) | Депутат Екатеринбургской городской думы V созыва | Член комиссии по социальной защите и здравоохранению                                                                          |
| Пехотин Игорь Юрьевич                           | 19.03.1969          | Избран по партийному списку (Территориальная группа № 5: Железнодорожная 5)                         | Депутат Екатеринбургской городской думы V созыва | Член комиссии по бюджету и экономической политике                                                                             |
| Плаксин Игорь Юрьевич                           | 31.05.1964          | Избран по одномандатному избирательному округу № 17                                                 | Депутат Екатеринбургской городской думы V созыва | Член комиссии по бюджету и экономической политике                                                                             |
| Сергин Дмитрий Рифович                          | 04.11.1967          | Избран по одномандатному избирательному округу № 16                                                 | Депутат Екатеринбургской городской думы V созыва | Член комиссии по городскому хозяйству, градостроительству и землепользованию                                                  |
| Смирнов Владимир Викторович (с 10.09.2017)      | 27.04.1981          | Избран по 14 одномандатному избирательному округу (Передан мандат Володина)                         | Индивидуальный предприниматель | Член комиссии по городскому хозяйству, градостроительству и землепользованию                                                  |
| Смирнягин Николай Сергеевич                     | 25.04.1981          | Избран по одномандатному избирательному округу № 10                                                 | Генеральный директор ЗАО "Управляющая компания «Академический» | Член комиссии по городскому хозяйству, градостроительству и землепользованию                                                  |
| Тестов Виктор Николаевич                        | 16.11.1962          | Избран по одномандатному избирательному округу № 5                                                  | Депутат Екатеринбургской городской думы V созыва | Заместитель председателя Екатеринбургской городской думы                                                                      |
| Учайкина Светлана Николаевна (до 22.11.2016)    | 20.09.1959          | Избрана по одномандатному избирательному округу № 8                                                 | Директор Екатеринбургского Театра Юного Зрителя | Член комиссии по местному самоуправлению, культурной и информационной политике и связям с общественностью                     |
| Фечина Лариса Геннадьевна (до 14.04.2015)       | 07.02.1960          | Избрана по общегородской части списка партии Единая Россия                                          | Заместитель главного врача по онкологии и гематологии в Государственном бюджетном учреждении здравоохранения Свердловской области «Областная детская клиническая больница № 1» | Член комиссии по социальной защите и здравоохранению                                                                          |
| Шадрин Роман Александрович                      | 23.01.1967          | Избран по партийному списку (Территориальная группа № 18: Чкаловская 18)                            | Начальник Межрегионального управления Федеральной службы по оборонному заказу по Уральскому федеральному округу                                                                | Член комиссии по городскому хозяйству, градостроительству и землепользованию                                                  |
| Шарапов Анатолий Николаевич                     | 22.12.1958          | Избран по одномандатному избирательному округу № 18                                                 | Депутат Екатеринбургской городской думы V созыва | Председатель постоянной комиссии по местному самоуправлению, культурной и информационной политике и связям с общественностью. |
| Справедливая Россия                             |                     | | | |
| Ананьев Виктор Валерьевич                       | 17.10.1984          | Избран по партийному списку (Территориальная группа № 7: Кировская 7)                               | Начальник центра управления проектами в ЗАО "КОРПОРАЦИЯ «АТОМСТРОЙКОМПЛЕКС» | Член комиссии по бюджету и экономической политике                                                                             |
| Боровик Евгений Михайлович                      | 18.06.1982          | Избран по одномандатному избирательному округу № 6                                                  | Председатель Свердловской региональной организации Ассоциация предпринимателей «СтатусЭ»                                                                                       | Член комиссии по экономическому развитию и инвестициям, промышленности и предпринимательской деятельности                     |
| Караваев Александр Александрович                | 18.11.1982          | Избран по одномандатному избирательному округу № 12                                                 | Депутат Законодательного Собрания Свердловской области | Член комиссии по бюджету и экономической политике                                                                             |
| Ковальковский Сергей Борисович (с 06.04.2015)   | 29.06.1955          | Избран по партийному списку (Территориальная группа № 6: Кировская 6)                               | Заместитель генерального директора по коммерческим вопросам в ООО «ЧКД ЭЛЕКТРОПРОМ»                                                                                            | Член комиссии по бюджету и экономической политике                                                                             |
| Лобов Илья Алексеевич                           | 08.12.1978          | Избран по одномандатному избирательному округу № 11                                                 | 1-й заместитель директора государственного унитарного предприятия Свердловской области «ФАрмация»                                                                              | Член комиссии по бюджету и экономической политике                                                                             |
| Норицын Александр Николаевич (до 24.03.2015)    | 05.05.1965          | Избран по партийному списку (Территориальная группа № 6: Кировская 6)                               | Генеральный директор ЗАО «Межрегиональный аграрный союз» | Член комиссии по бюджету и экономической политике                                                                             |
| Смолин Александр Сергеевич                      | 27.07.1977          | Избран по партийному списку (Территориальная группа № 7: Кировская 7)                               | Директор ООО «Аметист» | Член комиссии по муниципальной собственности                                                                                  |
| Швалёв Антон Александрович                      | 01.10.1982          | Избран по партийному списку (Территориальная группа № 3: Верх-Исетская 3)                           | Начальник отдела внедрения и развития в Государственном унитарном предприятии Свердловской области «ФАРМАЦИЯ»                                                                  | Член комиссии по бюджету и экономической политике                                                                             |
| Гражданская Платформа                           |                     | | | |
| Головин Дмитрий Александрович                   | 18.03.1964          | Избран по общегородской части списка партии Гражданская Платформа                                   | Индивидуальный предприниматель | Член комиссии по экономическому развитию и инвестициям, промышленности и предпринимательской деятельности                     |
| Кинев Олег Юрьевич (до 19.06.2015)              | 24.02.1966          | Избран по партийному списку (Территориальная группа № 15: Орджоникидзевская)                        | Врач-Невролог в ФГБУЗ ЦМСЧ № 31 ФМБА России | Председатель постоянной комиссии по социальной защите и здравоохранению                                                       |
| Киселев Константин Викторович                   | 18.05.1963          | Избран по общегородской части списка партии Гражданская Платформа                                   | Заместитель директора по научной работе в Институте философии и права Уральского отделения Российской академии наук                                                            | Член комиссии по экономическому развитию и инвестициям, промышленности и предпринимательской деятельности                     |
| Хан Александр Евгеньевич (с 19.05.2016)         | 08.09.1962          | Избран по партийному списку (Территориальная группа № 4: Железнодорожная)                           | Индивидуальный предприниматель, художник | Член комиссии по городскому хозяйству, градостроительству и землепользованию                                                  |
| КПРФ                                            |                     | | | |
| Вегнер Вячеслав Михайлович (до 24.11.2015)      | 03.02.1959          | Избран по общегородской части списка партии КПРФ                                                    | Коммерческий директор ООО «Уральская Зерновая Компания» | Член комиссии по бюджету и экономической политике                                                                             |
| Мансуров Эдуард Гафурович (с 04.12.2015)        | 23.11.1989          | Избран по партийному списку (Территориальная группа № 16: Чкаловская) (Передан мандат Вегнера)      | Стажёр адвоката в Коллегии адвокатов «Свердловская областная гильдия адвокатов»                                                                                                | Член комиссии по социальной защите и здравоохранению                                                                          |
| Шадрин Сергей Анатольевич                       | 26.05.1971          | Избран по партийному списку (Территориальная группа № 13: Орджоникидзевская)                        | Начальник Юридического отдела «ЕКБ-Инвест-Строй» | Член комиссии по бюджету и экономической политике                                                                             |
| Российская партия Пенсионеров за справедливость |                     | | | |
| Гаранин Михаил Юрьевич                          | 30.07.1965          | Избран по партийному списку (Территориальная группа № 6: Кировская)                                 | Председатель совета директоров ООО Физкультурно-оздоровительный комплекс «Первомайский»; Помощник депутата Государственной думы                                                | Член комиссии по муниципальной собственности                                                                                  |
| Хабибуллин Олег Вахалиевич                      | 11.09.1971          | Избран по партийному списку (Территориальная группа № 18: Чкаловская)                               | Директор ООО «Элитторг» | Член комиссии по бюджету и экономической политике                                                                             |
| ЛДПР                                            |                     | | | |
| Вечкензин Михаил Валерьевич                     | 02.08.1987          | Избран по партийному списку (Территориальная группа № 12: Октябрьская)                              | Начальник отдела продаж в ООО «Меркурий» | Член комиссии по социальной защите и здравоохранению                                                                          |